# 道城重太郎
道城 重太郎（どうじょう じゅうたろう、1905年(明治38年)5月26日 - 1980年(昭和55年)2月6日）は、日本イエス・キリスト教団の第2代目委員長である。

## 生涯

### 初期
福岡県京都郡蓑島村に生まれる。1923年(大正12年)に日本メソジスト教会行橋教会で求道を始め、梶原景虎牧師の指導を受ける。

### 入信・献身
伝道会で沢村五郎の説教を聞いて新生を体験する。1923年11月フィリップ宣教師より洗礼を受ける。1925年(大正14年)日本伝道隊御影聖書学舎（現、関西聖書神学校）に入学し、神学を学ぶ。

### 日本伝道隊牧師
1926年に神学校を卒業して岡山独立教会へ赴任する。1930年(昭和5年)に小林静英と結婚する。1935年(昭和10年)正教師の按手礼を受ける。翌年、明石人丸教会に赴任する。

### 日本イエス・キリスト教団
1951年(昭和26年)に日本イエス・キリスト教団が創設される時に教団の設立に参与する。1958年(昭和33年)まで教団の副委員長として、小島伊助委員長を補佐する。1958年より日本イエス・キリスト教団第2代目委員長として、1965年(昭和40年)まで教団を指導した。
1961年(昭和36年)には日本イエス・キリスト教団代表として新改訳聖書刊行協力会に加わる。
神戸刑務所教誨師、関西聖書神学校の講師としても活躍した。1980年(昭和55年)に現職のまま死去する。